# René Monory
Pour les articles homonymes, voir Monory.
René Monory, né le 6 juin 1923 à Loudun (Vienne), et mort le 11 avril 2009 dans la même ville, est un homme d'État français.
D'origine modeste, il est mécanicien automobile de formation, il devient concessionnaire automobile et agricole.
Par la suite engagé en politique, il est notamment maire de Loudun, président du conseil général de la Vienne et président du conseil régional de Poitou-Charentes. À ce titre, il est un des fondateurs du Futuroscope de Poitiers.
Le président Valéry Giscard d'Estaing le nomme ministre de l'Industrie, du Commerce et de l'Artisanat en 1977, puis ministre de l'Économie en 1978. Lors de la première cohabitation de 1986 à 1988, il est ministre de l'Éducation nationale dans le gouvernement Chirac, où il doit faire face à d'importantes manifestations étudiantes lors de la présentation du projet de loi Devaquet.
Membre de l'UDF, il est sénateur entre 1968 et 2004 et président du Sénat de 1992 à 1998.

## Biographie

### Origines et carrière professionnelle
René Claude Aristide Monory naît le 6 juin 1923 à Loudun dans la Vienne.
Titulaire d'un brevet élémentaire (certificat d'études) et d'un brevet industriel, René Monory commence à travailler à l’âge de 15 ans comme apprenti garagiste dans l'atelier de son père, à Loudun, dans le nord du département de la Vienne.
En 1943, pendant l'Occupation, refusant le Service du travail obligatoire (STO), il se cache pour échapper à la déportation et, dès la Libération, reprend le garage paternel pour en faire une des concessions les plus prospères de la région poitevine. Très vite, il y ajoute d’autres activités (vente et réparation de machines agricoles, vente de carburants et combustibles…).
Tout au long de sa carrière politique, il est surnommé « le garagiste de Loudun ». Dès son engagement en politique dans les années 1950, René Monory est aussi surnommé le « shérif », sans que l'origine de ce surnom soit clairement établie,.

### Implantation locale
La réussite des affaires de René Monory à Loudun favorise sa candidature aux élections municipales de 1955 ; il est élu maire de la commune en 1959, mandat qu'il conserve jusqu'à sa démission, quarante ans plus tard, en 1999.
En 1961, il est élu conseiller général de la Vienne dans le canton de Loudun. En 1973, il crée et devient président d'une des premières communautés de communes de France (le syndicat intercommunal de solidarité pour l'expansion du Loudunais, devenu ensuite communauté de communes du Pays loudunais).
En 1980, alors qu'il est ministre et président du conseil général de la Vienne, il favorise la création de la centrale nucléaire de Civaux situé dans le sud de la Vienne, à une trentaine de kilomètres au sud-est de Poitiers (la centrale rentrera en service en 1997).
Il est élu à la tête du conseil régional de Poitou-Charentes le 25 mars 1985, au premier tour de scrutin, avec 27 voix contre 18 voix pour le président sortant de gauche, Raoul Cartraud. Il occupe cette fonction jusqu'aux élections régionales de l'année suivante, à l'issue desquelles Louis Fruchard, qu'il soutenait, lui succède.
Convaincu par les politiques de décentralisation du début des années 1980, il favorise l’implantation des fonderies Renault. En 1984, il lance le projet du Futuroscope de Poitiers, parc européen de l'image, s'auto-qualifiant « vulgarisateur d'idées nouvelles ». Il s'appuie alors sur l'université et le tissu industriel local. Consacré aux technologies nouvelles, le site du Futuroscope comporte un vaste parc d'attractions et une technopole. Depuis son ouverture, le parc a accueilli plusieurs dizaines de millions de visiteurs et employé de nombreux salariés.
En 1996, il lance le premier plan Internet départemental permettant d’équiper toutes les écoles primaires et maternelles ainsi que les collèges de la Vienne d’un accès à Internet avec un poste informatique pour 10 élèves.

### Élu national et ministre
Élu sénateur en septembre 1968, René Monory est remarqué par Raymond Barre, alors Premier ministre, et devient son ministre de l'Industrie en 1977. Dans le même temps, à la mort du centriste Pierre Abelin, il lui succède à la tête du conseil général de la Vienne. Puis en avril 1978, alors qu'il clame n'avoir jamais lu un livre d'économie et prône le « bon sens » comme règle de vie, il est nommé ministre de l’Économie dans le troisième gouvernement Barre, cumulant cette fonction avec celle de président du comité intérimaire du Fonds monétaire international (FMI) de novembre 1980 à mai 1981. Durant sa présence au gouvernement, jusqu'à la défaite de Valéry Giscard d'Estaing à l'élection présidentielle, il suit le dossier de l’énergie nucléaire en France et celui de la libération des prix (libération des prix industriels, loi « Monory » favorisant l’actionnariat…).
Lors de la cohabitation de 1986-1988, il est ministre de l'Éducation nationale dans le gouvernement Chirac. Attaché à la formation des jeunes, son mandat est marqué par de nombreuses contestations étudiantes à la suite du projet de réforme universitaire de son ministre délégué Alain Devaquet et où un étudiant, Malik Oussekine, trouve la mort le 6 décembre 1986, à la suite de brutalités policières.

### Président du Sénat
Lors de l'élection du président du Sénat de 1989, René Monory se présente face au centriste Alain Poher, qui exerce cette fonction depuis vingt-et-un ans et apparaît physiquement diminué. Mais ce dernier est activement soutenu par le président du groupe RPR, Charles Pasqua, qui souhaite conserver l’influence gaulliste sur le « plateau ». Porté par un certain nombre de centristes, René Monory parvient à mettre en difficulté le président sortant, qui n’est élu qu’à la majorité relative au troisième tour.
Après le renouvellement de 1992, René Monory est désigné candidat de l'Union centriste (UC) pour la présidence du Sénat contre Pierre-Christian Taittinger. Le 2 octobre, le sénateur de la Vienne est élu président de la chambre haute au second tour de scrutin, après avoir devancé au premier tour Charles Pasqua, desservi par son côté clivant et son opposition au traité de Maastricht.
La présidence de René Monory est marquée par sa volonté de moderniser le Sénat, avec notamment la création d'une division des relations internationales et d'un service de l'informatique et du développement technologique. Seul candidat de la droite sénatoriale à la présidence, le « plateau », en 1995, il est aisément réélu face au socialiste Claude Estier.
Lors de la publication, en avril 1996, d'un rapport d'une commission de l'Assemblée nationale préconisant de restreindre les droits des clandestins, René Monory déclare que les immigrants doivent être traités de « façon correcte », mais considère qu'il faut « éviter qu'il en vienne d'autres », se félicitant du débat provoqué par ce rapport.
Sa rencontre médiatisée avec Bill Gates, le 5 février 1997, et ses fréquents voyages en Chine, Japon et Corée renforcent sa position d'homme politique soucieux des Nouvelles technologies de l'information et de la communication (NTIC). Chaque année, il visite la Silicon Valley californienne, dont il vante constamment les mérites. En 1995, il fait mettre en place le site internet du Sénat.
Le 1er octobre 1998, René Monory, visiblement affaibli par l'âge, brigue un troisième mandat. À la surprise générale, le gaulliste Christian Poncelet le devance de 16 voix au premier tour de scrutin, ce qui conduit le président sortant à retirer sa candidature en vue du second tour,.
Après avoir longtemps porté les couleurs de l'UDF, dont il était vice-président, René Monory rejoint l'UMP lors de sa fondation. Il met un terme à sa carrière politique en 2004 en ne se représentant pas aux élections cantonales et sénatoriales.

### Retraite
René Monory vit ensuite dans son domaine de Beaurepaire, à quelques kilomètres du centre de Loudun. En août 2008, René Monory, dont l'état de santé s'est fortement dégradé à partir de 2007, est hospitalisé pour des problèmes respiratoires au CHU de Poitiers.
Il meurt à Loudun le 11 avril 2009, des suites d'une longue maladie, à l'âge de 85 ans,. Ses obsèques sont célébrées en l'église Saint-Pierre de Loudun le 16 avril suivant, en présence du président de la République Nicolas Sarkozy, du Premier ministre François Fillon, du président du Sénat Gérard Larcher et du président de l'Assemblée nationale Bernard Accoyer. Valéry Giscard d'Estaing, Christian Poncelet, Jean-Pierre Raffarin, Roger Karoutchi, Simone Veil, François Bayrou et Yves Guéna assistent également à la cérémonie. Il est inhumé au cimetière communal.

### Vie privée
Le 8 juin 1945 à Loudun, René Monory épouse Suzanne Jeanne Odette Cottet (1921-2016). De ce mariage, naît une fille, prénommée Michèle (1951-2023), devenue créatrice de bijoux. Mère de deux garçons, celle-ci meurt dans un accident d'avion aux côtés du journaliste Gérard Leclerc en août 2023 à 72 ans, : ses obsèques ont lieu le 25 août suivant au cimetière de la commune de Loudun (Vienne).
Grand sportif, il est un adepte de sport automobile, de tennis de table, de chasse et de pêche au gros. Il crée en 1990 le circuit du Val de Vienne, un circuit automobile situé sur la commune du Vigeant. Il est champion du monde de pêche au gros pour avoir pêché un espadon, un marlin voilier de 47 kg, avec un fil de 12 lbs (environ 6 kg de résistance à la traction). 

## Détail des mandats et fonctions

### Au gouvernement
- 30 mars 1977 - 31 mars 1978 : ministre de l’Industrie, du Commerce et de l'Artisanat
- 5 avril 1978 - 13 mai 1981 : ministre de l'Économie
- 20 mars 1986 - 10 mai 1988 : ministre de l'Éducation nationale

### Au Sénat
- 2 octobre 1968 - 29 avril 1977 : sénateur de la Vienne
- 3 octobre 1977 - 1er novembre 1977 : sénateur de la Vienne
- 19 septembre 1981 - 19 avril 1986 : sénateur de la Vienne
- 4 septembre 1988 - 30 septembre 2004 : sénateur de la Vienne
- 2 octobre 1992 - 30 septembre 1998 : président du Sénat

### À l'étranger
- Novembre 1980 - mai 1981 : président du comité intérimaire du Fonds monétaire international (FMI)

### Au niveau local
- 20 mars 1959 – 20 mars 1999 : maire de Loudun
- 1961-2004 : conseiller général de la Vienne, élu dans le canton de Loudun
- 1973-2002 : président du syndicat intercommunal de solidarité pour l'expansion du Loudunais, puis de la communauté de communes du Pays loudunais (président honoraire à partir de 2003)
- 1973-1989 : conseiller régional de Poitou-Charentes
- 1977-2004 : président du conseil général de la Vienne
- 25 mars 1985 - 16 mars 1986 : président du conseil régional de Poitou-Charentes

## Synthèse des résultats électoraux

### Présidence du Sénat
| Année | Groupe | Groupe | 1er tour | 1er tour | 1er tour | 2e tour | 2e tour | 2e tour | 3e tour | 3e tour | 3e tour | Issue  |
| Année | Groupe | Groupe | Voix     | %        | Rang     | Voix    | %       | Rang    | Voix    | %       | Rang    | Issue  |
| ----- | ------ | ------ | -------- | -------- | -------- | ------- | ------- | ------- | ------- | ------- | ------- | ------ |
| 1989  |        | UC     |          |          |          | 57      | 17,87   | 4e      |         |         |         | Retiré |
| 1992  | 125    | UC     | 39,68    | 1er      | 200      | 68,49   | 1er     | Élu     |         |         |         |        |
| 1995  | 186    | UC     | 64,81    | 1er      |          |         |         | Élu     |         |         |         |        |
| 1998  | 102    | UC     | 33,01    | 2e       | Retiré   |         |         |         |         |         |         |        |

## Publications
- Combat pour le bon sens, Albin Michel, 1983
- Des clefs pour le futur, Éditions du Futuroscope, 1995
- La Volonté d’agir, Odile Jacob, 2004

## Distinction
- Chevalier de la Légion d'honneur  (mars 2005)[29]

## Hommages
Ont été nommés en son honneur : 
- plusieurs voies publiques de communes de la Vienne :  
  - l'avenue René-Monory, près du Futuroscope, à Chasseneuil-du-Poitou,
  - la rue René-Monory à Monts-sur-Guesnes et à Saires,
  - le pont René-Monory à Montmorillon ;
- l'espace culturel René-Monory à Loudun ;
- une zone économique à Châtellerault[30] ;
- la salle René-Monory (ancienne chapelle de la chambre des Pairs) au Sénat[31].

Le personnage principal du roman Loin du bruit du monde, écrit par Valéry Giscard d'Estaing, présente de nombreuses similarités avec René Monory, bien que la passion pour la chasse de l'auteur soit au centre de l’ouvrage.